# Ta'al
Ta'al, arabiskt nationalisparti i Israel som i de allmänna valen till Knesset haft valsamverkan med Hadash. I valet 2015 fick Ta'al 2 platser av 90 i Knesset.